# Thelymitra javanica
Thelymitra javanica är en orkidéart som beskrevs av Carl Ludwig von Blume. Thelymitra javanica ingår i släktet Thelymitra och familjen orkidéer. Inga underarter finns listade i Catalogue of Life.